# Phanerophthalmus collaris
Phanerophthalmus collaris is een slakkensoort uit de familie van de Haminoeidae. De wetenschappelijke naam van de soort is voor het eerst geldig gepubliceerd in 1938 door Eales.